# توم ويليام
توم ويليام (بالإنجليزية: Tom Hale)‏ هو مهندس أمريكي، ولد في 5 سبتمبر 1968 في رينو في الولايات المتحدة.